# Корнеенков, Андрей Александрович
Андре́й Алекса́ндрович Корнее́нков (рум. Andrei Corneencov; род. 1 апреля 1982, Тирасполь, Молдавская ССР, СССР) — молдавский футболист, полузащитник, бо́льшую часть своей карьеры провёл за тираспольские клубы «Шериф» и «Тирасполь», выступал за национальную сборную Молдавии, в 2011 году завершил карьеру игрока. С 2019 года помощник главного тренера «Шериф-2».

## Карьера

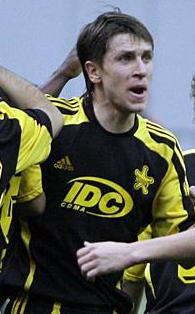
Андрей во время выступления за «Шериф»

### Игрока
Андрей является воспитанником футбольной академии «Шерифа». В первые годы закрепиться в основной команде он не сумел и был отдан в аренду клубу «Тирасполь», за который провёл 124 матча Позднее Андрей вернулся в «Шериф», где стал пятикратным чемпионом Молдовы, трёхкратным обладателем Кубка Молдовы, Суперкубка Молдавии, а в 2009 году выиграл Кубок чемпионов Содружества. Являлся вице-капитан команды. В 2010 году подписал контракт с костанайским «Тоболом», завоевавшим затем по итогам этого сезона титул чемпиона страны.
В конце 2010 года вернулся в «Тирасполь». Сыграв в чемпионате 6 матчей и забив 1 гол, завершил карьеру из-за полученной травмы.

### Тренера
В 2013 году прошёл курсы на лицензию УЕФА категории «B», первым тренерским опытом стала Академия Футбола «Шериф», где возглавляет команду «Шериф — 2000».
В 2016 году пошел на курсы тренерской лицензии UEFA категории «Pro».
В 2018 году был помощником главного тренера «Шериф», а с января 2019 года стал помощником в дубле «Шерифа».
С января 2023 года стал главным тренером сборной Молдовы U19.

## Семья
- Жена — Оксана
- Сын — Никита
- Дочь — Софья

## Достижения
- Чемпион Молдавии (5): 2002, 2006, 2007, 2008, 2009
- Обладатель Кубка Молдавии (3): 2006, 2008, 2009
- Обладатель Суперкубка Молдавии (1): 2007
- Обладатель Кубка чемпионов Содружества (1): 2009